# Перебиківці
Переби́ківці — село в Україні, у Клішковецькій громаді Дністровського району Чернівецької області.

## Розташування
Наддністрянське село Перебиківці розташоване на правому березі річки Дністер, на адмінмежі з Тернопільською областю та за 72 км від районного центру. Село знаходиться на півострові, який омивається водами Дністра.

### Клімат
Перебиківці знаходяться в межах вологого континентального клімату із теплим літом. Але діяльність людини призводить до поганих змін та глобального потепління. Рівень наповнення річок водою по області становить лише 20 % від необхідного стандарту, значна частина земної поверхні стає посушливою. Для покращення ситуації варто було б відновлювати екосистеми та лісові насадження.

## Історія
Біля села археологами було знайдено північно-західне поселення неолітичної Буго-Дністровської культури (близько 6500-5300 рр.до.н.е.), на території знайдені речі домашнього вжитку, Західноподільсько-Скіфської та Черняхівської культури давньоруського періоду.Такі поселення знайдено в урочищах Передустя, Лука, Хриплів, Городище.
В письменних джерелах вперше згадується в 1598 році.Згідно з архівними даними село засноване Іваном Перебиківським.Біля річки стояло поселення циган, яке і стало початком зародження села.
Територія знаходилась в складі Київської русі згодом і Галицько-Волинського князівства.1346-1567 рр територія входила до складу Молдавського князівства. Пізніше село відійшло до складу Османської імперії в 1568 році, в історії села Османська імперія залишила свій невеличкий слід побудувавши «турецьку школу»в селі.
В 1855 році територію на якій розташувалося село захопила Російська імперія.За даними на 1859 рік у селі Хотинського повіту Бессарабської губернії, мешкало 1126 осіб ( 588 чоловічої статі та 538 жіночої), налічувалось 194 дворових господарства, існувала православна церква.
У 1917 році румунські війська взяли Бессарабію до складу якого входило село, також в 1917 році в селі була збудована кам’яна церква-Св.Арх.Михайла.В 1946 році село відійшло до СРСР
В 1943-1944 рр пройшла мобілізація, понад 400 односельців було призвано до Радянської армії.В село з війни не повернулося понад 90 воїнів-односельчан, могили деяких і досі невідомі.
Багатовікова історія села Перебиківці зазнала не одне лихоліття.Та найстрашнішим був післявоєнний голод 1946-1947 рр.
В 1947 році в селі організовано колгосп їм.Суворова
Близько 1960 року діти знайшли турецькі золоті монети.
В 1989 році відкрила двері нова трьох поверхова школа,у селі працює Будинок культури, дільнична лікарня, аптека,бібліотека, які дійсно стали осередками культури та духовності в селі.
З 24 серпня 1991 року село входить до складу незалежної України.
У 2007 році проведено газифікацію сіл Перебиківці і Зелена Липа.
У 2018 році збудовано міні стадіон, також є і великий стадіон. 
12 серпня 2015 року шляхом об'єднання сільських рад, село Перебиківці увійшло до складу Клішковецької сільської громади. Об'єднання в громаду має створити умови для формування ефективної і відповідальної місцевої влади, яка зможе забезпечити комфортне та безпечне середовище для проживання людей.
Сучасний стан
В селі є футбольна команда «ФК Перебиківці». Працюють більше ніж 5 магазинів, ресторан та міні маркет «Наталі», дискотека та бар.
Сільське населення вирощують різні культури-помідори, капусту, полуницю та перець. Для роботи в полі працюють 2 агромагазини.

### Легенди
Похилі односельці села розповідали, що за Османської імперії в селі мешкала дівчина (перебиківчанка), та хлопець (турок), вони хотіли бути разом, але батьки дівчини не вподобали хлопця та забороняли дівчині з ним спілкуватися, якось у вечері хлопець викрав дівчину з дому та поніс до криниці, він сказав щоб бути разом потрібно померти, і разом вони стрибнули в криницю. Перебиківчани розповіли що душа дівчини та хлопця до сьогодення бродить по селі

## Населення
Населення становить 2695 осіб станом на 2019 рік.

### Мова
Розподіл населення за рідною мовою за даними перепису 2001 року:
| Мова            | Кількість | Відсоток |
| --------------- | --------- | -------- |
| українська      | 2270      | 99.04%   |
| російська       | 15        | 0.66%    |
| румунська       | 4         | 0.17%    |
| інші/не вказали | 3         | 0.13%    |
| Усього          | 2292      | 100%     |

## Відомі люди

### Народилися
- Дарчук Семен Іванович — український керівник, член правління Української асоціації підприємств та організацій цементної промисловості України, член правління Спілки підприємств Хмельницької області. Нагороджений: «Заслужений працівник промисловості України» (2003); орден «За заслуги» ІІІ (2007) та II ступенів (2013), медаль Кам’янець-Подільської райради «За заслуги» та грамотою ЦК профспілки працівників будівництва та промисловості будівельних матеріалів України.[3]

## Світлини

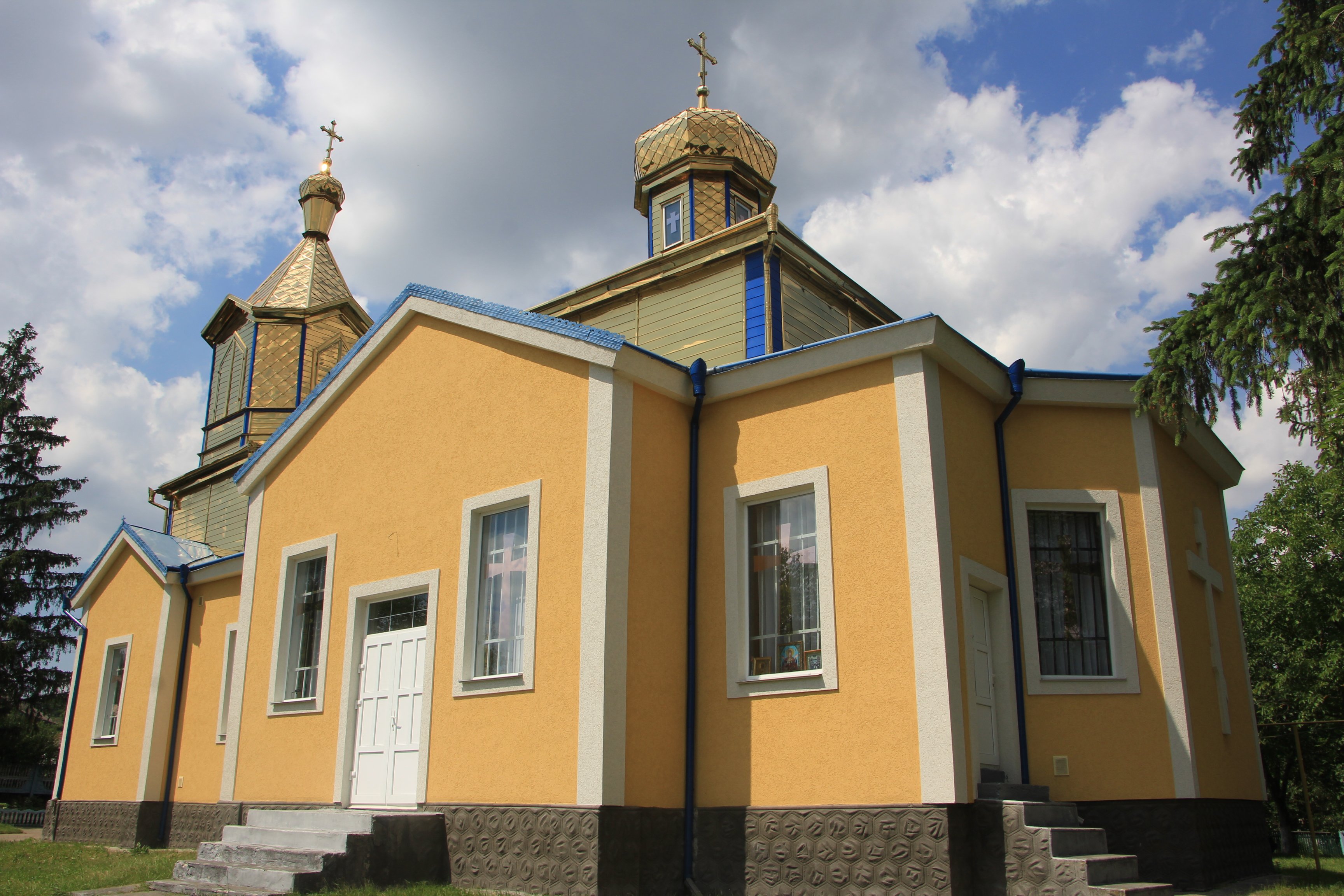
Церква Св. Арх. Михайла 1917 с. Перебиківці
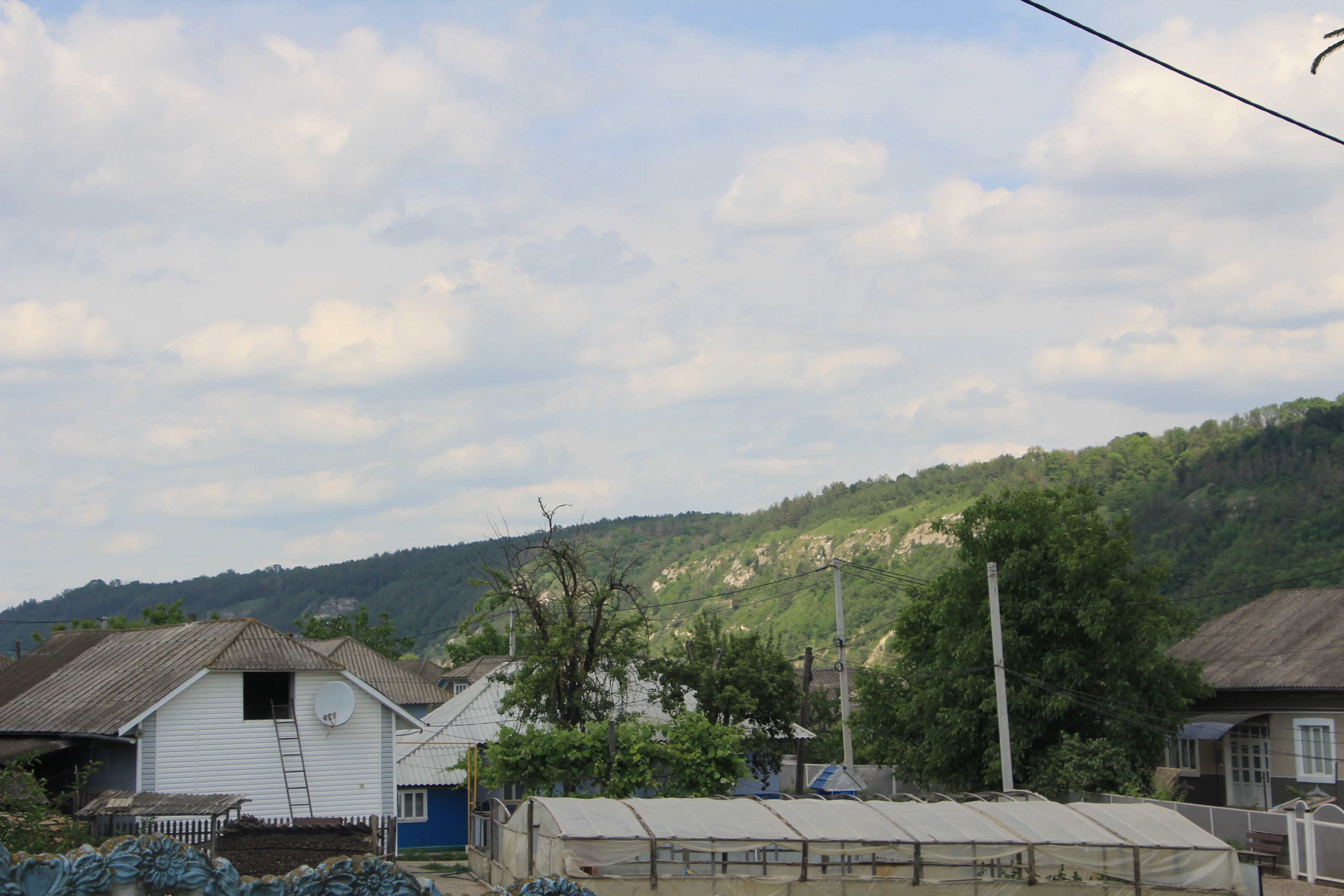
Дністровський каньйон, село Перебиківці
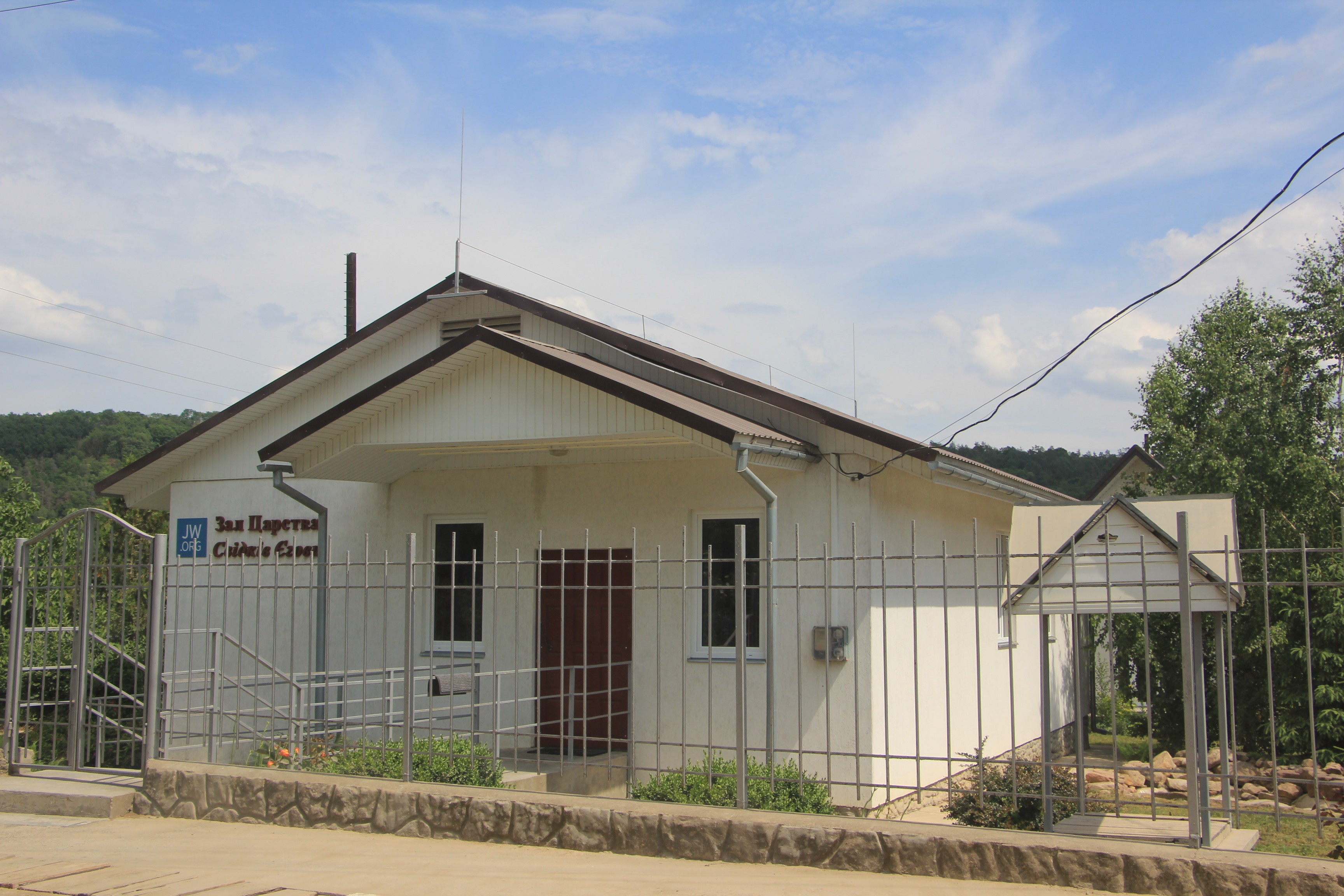
Зал царства свідків Єгови, село Перебиківці
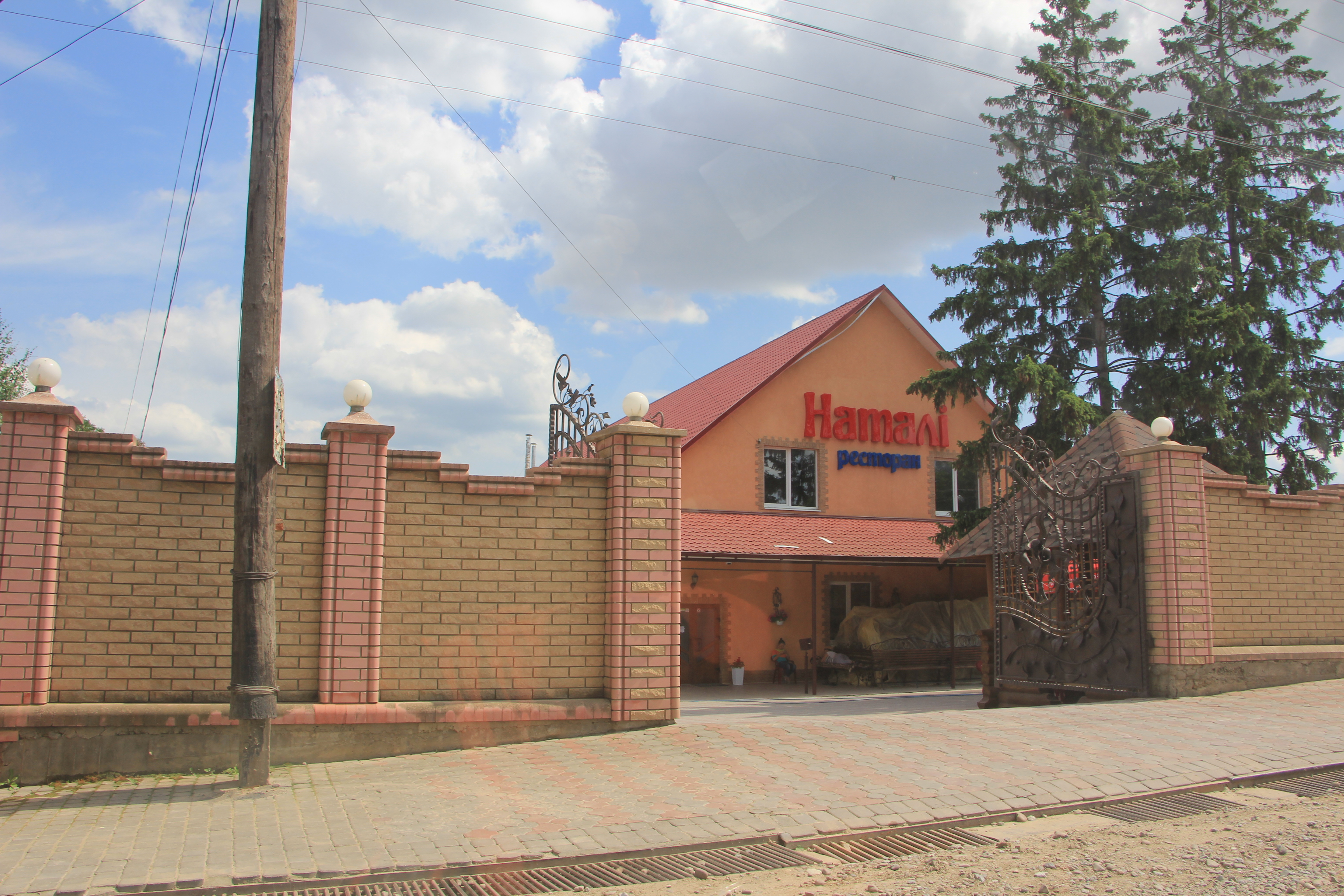
Магазин, село Перебиківці
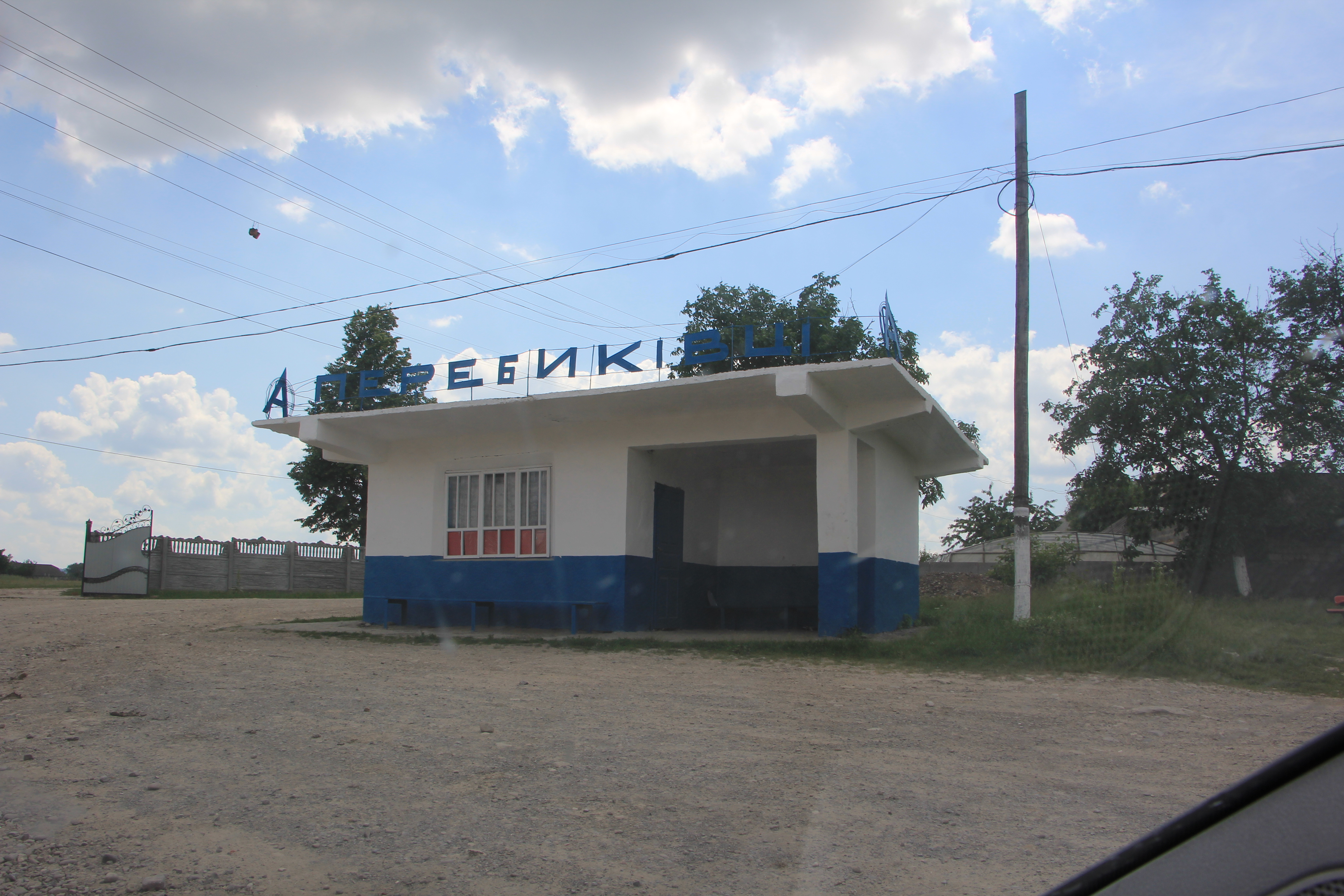
Автобусна зупинка, село Перебиківці